# Hardoi (Distrikt)
Der Distrikt Hardoi (Hindi हरदोई जिला, Urdu ہردوئی ضلع) ist ein Distrikt im nordindischen Bundesstaat Uttar Pradesh. Verwaltungssitz ist die Stadt Hardoi.

## Geschichte
Hardoi kam nach der Annexion Avadhs im Februar 1856 unter die Herrschaft der Britischen Ostindien-Kompanie und wurde als eigener Distrikt organisiert. Die Distriktverwaltung wurde zunächst in Mallawan eingerichtet, aber später, nach dem Indischen Aufstand von 1857, an dem der Distrikt beteiligt war, in den Ort Hadoi verlegt. Administrativ war der Distrikt zunächst Teil der North-Western Provinces and Oudh. Diese wurden 1902 zu den United Provinces of Agra and Oudh reorganisiert und 1935 in United Provinces umbenannt, woraus nach der Unabhängigkeit Indiens der Bundesstaat Uttar Pradesh entstand.

## Bevölkerung
Die Einwohnerzahl lag bei der Volkszählung 2011 bei 4.092.845. Die Bevölkerungswachstumsrate im Zeitraum von 2001 bis 2011 betrug 20,44 % und war damit sehr hoch. Hardoi hatte ein Geschlechterverhältnis von 868 Frauen pro 1000 Männer und eine Alphabetisierungsrate von 64,57 %, eine Steigerung um fast 13 Prozentpunkte gegenüber dem Jahr 2001. Knapp 63,3 % der Bevölkerung waren Hindus und ca. 14 % Muslime.
Die Urbanisierungsrate des Distrikts betrug ca. 13,2 %. Die größte Stadt war Hardoi mit 126.851 Einwohnern.
| Zensusjahr | Einwohnerzahl |
| ---------- | ------------- |
| 1991       | 2.747.082     |
| 2001       | 3.398.306     |
| 2011       | 4.092.845     |